# Frontera entre Colòmbia i Jamaica
La frontera entre Colòmbia i Jamaica és una frontera internacional marítima que discorre en el mar Carib, i està definida pel tractat Sanín-Robertson, signat el 12 de novembre de 1993 a Kingston pels ministres d'afers exteriors de tots dos països, Noemí Sanín per Colòmbia i Paul Douglas Robertson per Jamaica, i aprovat pel Congrés de la República de Colòmbia el 10 de desembre de 1993 a través de la llei No. 91.
La frontera entre tots dos països està definida com la recta que va entre els punts de coordenades 14° 44′ 10″ N, 74° 30′ 50″ O / 14.73611°N,74.51389°O i 15° 02′ 00″ N, 73° 27′ 30″ O / 15.03333°N,73.45833°O.
La frontera està demarcada pels punts:
1. 16° 04′ 15″ N, 79° 50′ 32″ O / 16.07083°N,79.84222°O
2. 16° 04′ 15″ N, 79° 29′ 20″ O / 16.07083°N,79.48889°O
3. 16° 10′ 10″ N, 79° 29′ 20″ O / 16.16944°N,79.48889°O
4. 16° 10′ 10″ N, 79° 16′ 40″ O / 16.16944°N,79.27778°O
5. 16° 04′ 15″ N, 79° 16′ 40″ O / 16.07083°N,79.27778°O
6. 16° 04′ 15″ N, 78° 25′ 50″ O / 16.07083°N,78.43056°O
7. 15° 36′ 00″ N, 78° 25′ 50″ O / 15.60000°N,78.43056°O
8. 15° 36′ 00″ N, 78° 38′ 00″ O / 15.60000°N,78.63333°O
9. 14° 29′ 37″ N, 78° 38′ 00″ O / 14.49361°N,78.63333°O
10. 14° 15′ 00″ N, 78° 19′ 30″ O / 14.25000°N,78.32500°O
11. 14° 05′ 00″ N, 77° 40′ 00″ O / 14.08333°N,77.66667°O
12. 14° 44′ 10″ N, 74° 30′ 50″ O / 14.73611°N,74.51389°O

L'article 3 de l'acord estableix una Àrea de Règim Comú, que es correspon a una zona d'administració conjunta per al control, exploració i extracció dels recursos vius i no vius. Aquesta zona, de forma vagament triangular, abasta diverses illes de la regió (Serranilla, Alicia i Petrel), si bé estan excloses de l'àrea comuna i es troben sota sobirania colombiana.